# Río Cuarto

Río Cuarto é a segunda cidade mais importante da Província de Córdoba, Argentina. Encontra-se às margens do rio em razão do qual lhe foi dado o nome.
A cidade de Río Cuarto se encontra a 230 km ao sul da cidade de Córdoba, em uma área da Pampa Húmeda. Sua importância vem da sua estratégica localização, que a coloca localizada entre vários corredores comerciais do centro do país, em especial dos que ligam o Oceano Atlântico com o Oceano Pacífico. 
Sua economia se baseia na comercialização e industrialização de produtos agropecuários (principalmente os cereais), assim como possui indústrias alimentícias, agromecânicas, fábricas de cimento, frigoríferos e laticínios. A Rota Nacional 36 liga a cidade à cidade de Córdoba, a Rota Nacional 158 a liga com Villa María, Las Varillas e San Francisco, e a Rodovia Nacional 8 a conecta com La Carlota e Villa Mercedes.